# Pierre-Désiré-Robert Didio
Pierre-Désiré-Robert Didio, francoski general, * 13. februar 1880, † 30. oktober 1955.